# Slakthus- och saluhallsstyrelsen

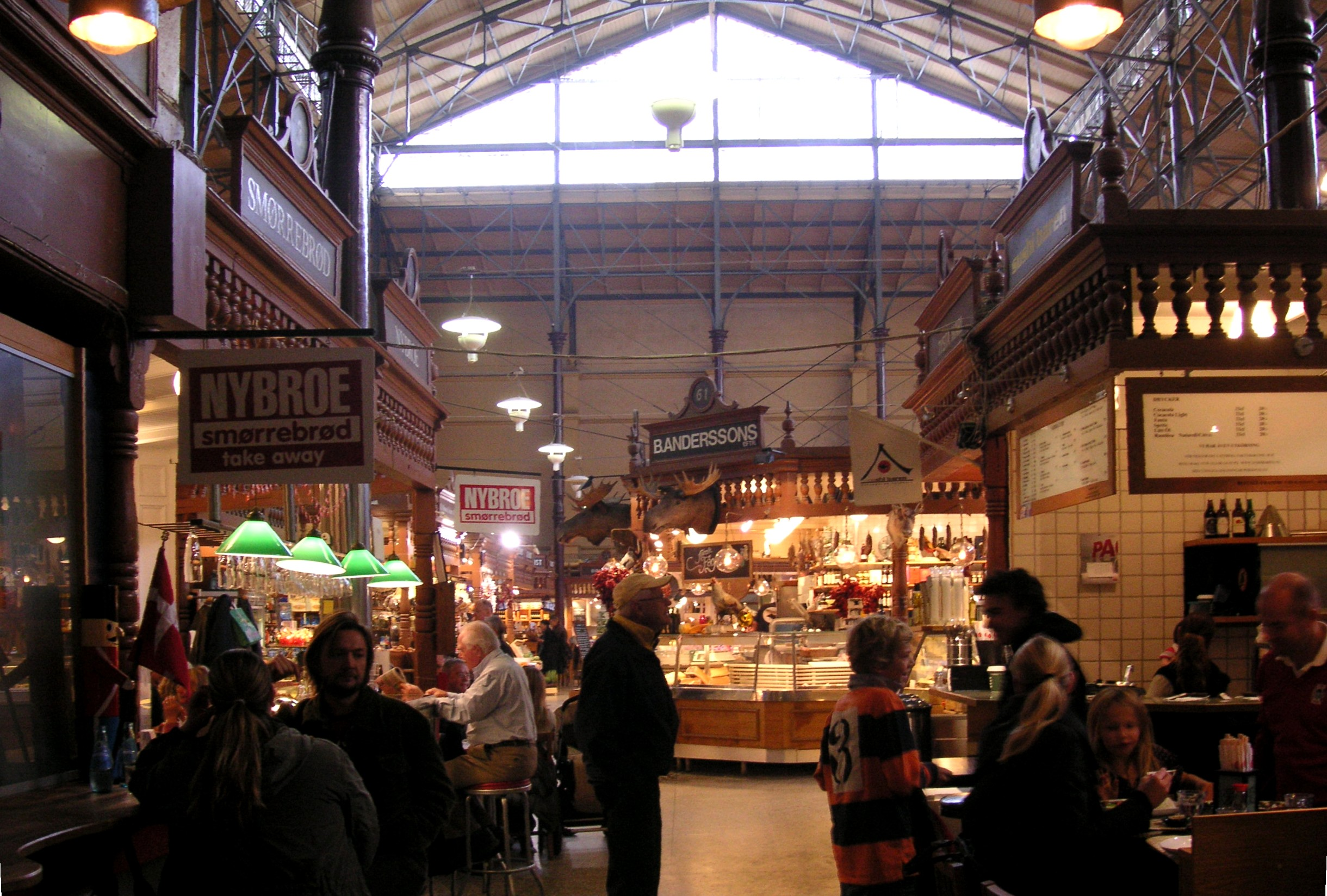
Östermalms saluhall

Stockholms stads slakthus- och saluhallsstyrelse, senare bara Saluhallsstyrelsen eller Saluhallsförvaltningen, är en organisation inom Stockholms stad, bildad den 1 juni 1907 med uppgift att uppföra den av Stockholms stadsfullmäktige beslutade slakthusanläggningen vid Enskede gård. 1909 fick Slakthus- och saluhallsstyrelsen också huvudmannaskapet över stadens saluhallar och torg.
1912 invigdes Slakthusområdet i Enskede och Centralsaluhallen vid Kungsbron i kvarteret Blekholmen, och 1962 invigdes Årsta partihallar.
Fram till år 1967 hade styrelsen huvudmannaskapet för Slakthusområdet; därefter övergick verksamheten i Slakteriförbundets regi.
Sammantaget ansvarar saluhallsförvaltningen för drygt 600.000 m² mark, 150.000 m² lokaler och har drygt 550 kundföretag som intressenter. Företagen har drygt 7.000 anställda och omsätter cirka 19 miljarder kronor.

## Förvaltade områden

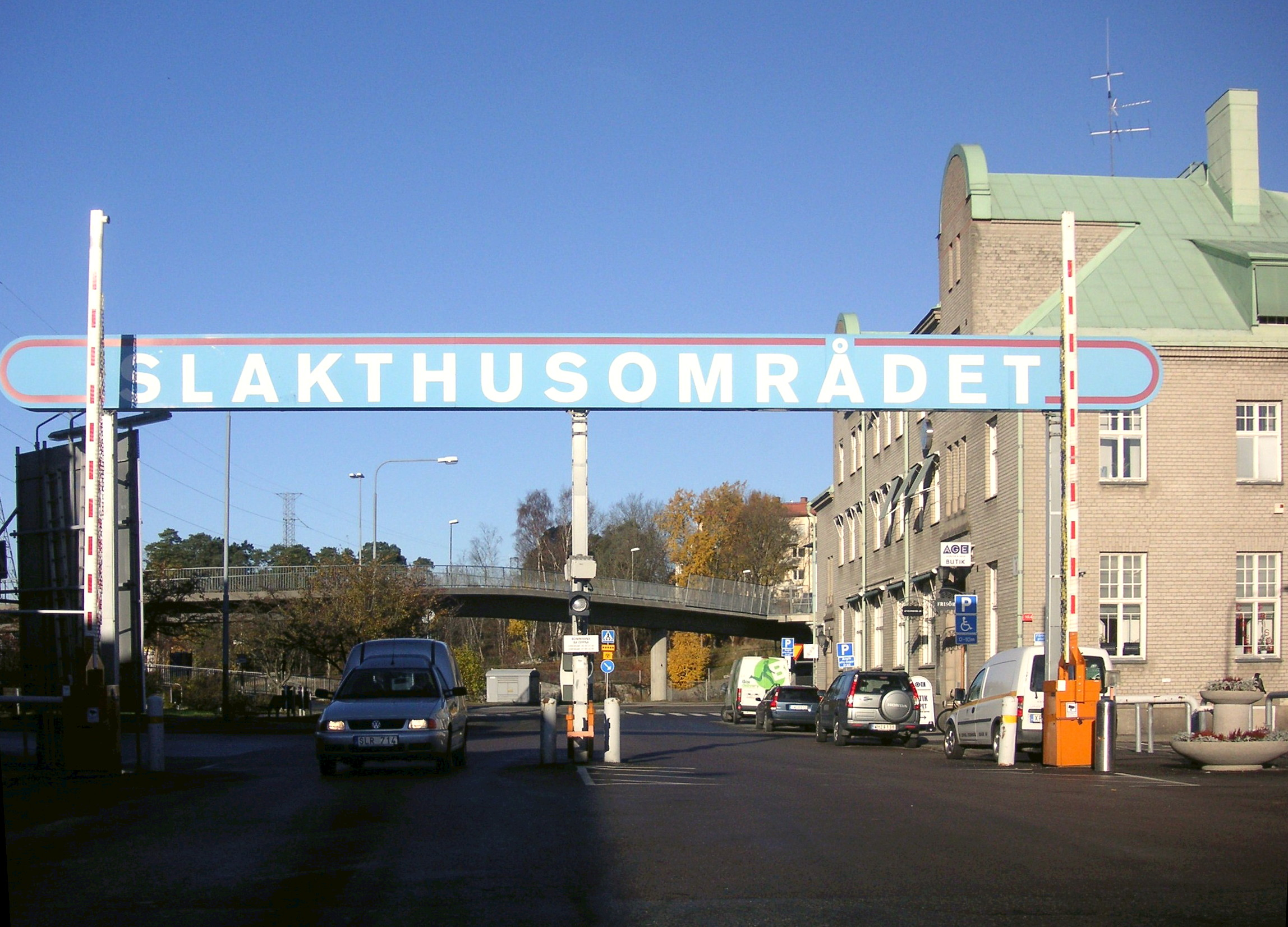
Slakthusområdet i oktober 2007.

- Slakthusområdet, 1907-1990
- Centralsaluhallen, 1912-1962
- Årsta partihallar, 1962-
- Östermalms saluhall, 1888-
- Hötorgshallen, 1958-
- Södermalms saluhall, 1992-
- Östermalmstorg
- Hötorget
- Medborgarplatsen
- Årsta odlartorg

## Ordförande i styrelsen
- 1907-1910 G. E Östberg, fil. dr och riksgäldsfullmäktig
- 1911-1920 Carl Rosengrén (Carl Olof Laurentius Rosengrén), stadsfullmäktig, grosshandlare
- 1920-1924 Harry Sandberg, borgarråd
- 1924-1940 Yngve Larsson, borgarråd
- 1940-1948 Harald Göransson, borgarråd
- 1949-1950 Georg Styrman
- 1950-1971 Gösta Agrenius, borgarråd
- 1971-1979 Lennart Blom, borgarråd
- 1979-1991 Carl Cederschiöld, borgarråd
- 1991-1998 Mats Hulth, borgarråd
- 1999-2001 Barbro Noreson, stadsfullmäktig
- 2001- Peter Lundén-Welden